# Turkiet i olympiska sommarspelen 1988
Turkiet deltog i de olympiska sommarspelen 1988 med en trupp, och totalt blev det två medaljer..

## Medaljer

### Guld
- Naim Süleymanoğlu - Tyngdlyftning, 60 kg

### Silver
- Necmi Gençalp - Brottning, fristil, mellanvikt

## Bågskytte
Damernas individuella
- Huriye Eksi – Inledande omgång (→ 41:a plats)
- Elif Eksi – Inledande omgång (→ 42:e plats)
- Selda Unsal – Inledande omgång (→ 50:e plats)

Herrarnas individuella
- Vedat Erbay – Sextondelsfinal (→ 22:a plats)
- Kerem Ersu – Inledande omgång (→ 34:e plats)
- Izzet Avci – Inledande omgång (→ 61:a plats)

Damernas lagtävling
- Eksi, Eksi och Unsal – Inledande omgång (→ 14:e plats)

Herrarnas lagtävling
- Erbay, Ersu och Avci – Inledande omgång (→ 14:e plats)

## Friidrott
Herrarnas maraton
- Mehmet Terzi — 2:20,12 (→ 32:a plats)
- Ahmet Altun — 2:37,44 (→ 71:a plats)